# Adrien Lapègue
Pas d'image ? Cliquez ici

a Compétitions nationales et continentales officielles uniquement.

Dernière mise à jour le 27 janvier 2024.
Adrien Lapègue, né le 21 octobre 1998, est un joueur français de rugby à XV. Il évolue au poste d'ailier avec Provence Rugby.

## Biographie
Issu d'une famille dacquoise, de son arrière-grand-mère, son grand-père et jusqu'à son père, Adrien Lapègue habite dans le Pays basque voisin à Anglet lorsqu'il commence la pratique du rugby à XV, à l'Aviron bayonnais.
Âgé de 18 ans, il quitte le Sud-Ouest pour rejoindre le Stade français à l'été 2018,,.
Il fait ses débuts avec le club parisien le 5 mai 2019 lors de la saison 2018-2019, remplaçant Lester Etien dans les dernières minutes du derby francilien contre le Racing, remporté 23-27 à l'extérieur par le Stade.
Il marque son premier essai pour Paris dès son deuxième match trois semaines plus tard, titulaire cette fois à l'arrière lors d'une rencontre à domicile contre Pau, où les stadistes s'imposent 31-17 sous le capitanat de Julien Arias.
Déjà marqueur en amical contre l'Aviron en préparation de la saison suivante, il marque son premier doublé le 7 septembre 2019, contre son club formateur, auteur d'une performance remarquée lors de cette victoire 33-27 à domicile,,.
Dans cette saison compliquée pour le Stade français, Lapègue fait néanmoins figure de titulaire régulier à l'aile et voit son contrat prolongé de deux saisons, sous la houlette d'un Julien Arias désormais passé entraineur,. Il prend également part à la première édition du Supersevens en 2020.
En juin 2022, il participe à la tournée des Barbarians français aux États-Unis pour affronter la sélection américaine le 1er juillet 2022 à Houston. Les Baa-baas s'inclinent 26 à 21.